# Бактрозавр
Бактрозавр (лат. Bactrosaurus) — род птицетазовых динозавров из клады Ankylopollexia группы игуанодонтов, живших в течение всей верхнемеловой эпохи на территории современных Монголии, Китая, Таджикистана и Казахстана.
Род описал палеонтолог Чарльз Уитни Гилмор в 1933 году. Некоторое время его относили к надсемейству Hadrosauroidea, пока Norman в ходе анализа игуанодонтов в 2014 году не отнёс его к кладе Hadrosauromorpha, входящую в более крупную кладу Ankylopollexia.

## Классификация

Сравнительный размер

На март 2016 года в род включают 1 вымерший вид и ещё один вид объявлен nomen dubium:
- Bactrosaurus johnsoni Gilmore, 1933typus [syn. Bactrosaurus johsoni Gilmore, 1933, orth. var.]
- Nomen dubium Bactrosaurus prynadai (Riabinin, 1937) [syn. Tanius prynadai Riabinin, 1937]